# Wimbledon Park (stanice metra v Londýně)
Wimbledon Park je stanice metra v Londýně, otevřená 3. června 1889. Autobusové spojení zajišťuje linka 156. Stanice se nachází v přepravní zóně 3 a leží na lince:
- District Line mezi stanicemi Wimbledon a Southfields.

| Rok  | Počet cestujících |
| ---- | ----------------- |
| 2011 | 2,00 mil          |
| 2012 | 2,11 mil          |
| 2013 | 2,13 mil          |
| 2014 | 1,81 mil          |